# Fanger (film)
Fanger (russisk: Заключенные) er en sovjetisk film fra 1936 af Jevgenij Tjervjakov.

## Medvirkende
- Mikhail Astangov som Kostja
- Mikhail Jansjin som Maks
- Boris Dobronravov som Gromov
- Vera Janukova som Sonja
- Nadezjda Jermakovitj som Margarita Ivanova